# Каміїдзумі Нобуцуна
Каміїдзу́мі Нобуцу́на (яп. 【上泉信綱】, かみいずみのぶつな, 1508 — 1577) — японський військовик, майстер бойових мистецтв, фехтувальник, стратег. Засновник Нової школи тіні японського фехтування. 

## Життєпис
Народився у провінції Кодзуке. Походив із самурайської родини, що володіла замком Каміїдзумі (сучасна префектура Ґумма, місто Маебаші, квартал Каміїдзумі). Служив дому Наґано, господарям замку Мінова, що були магнатами західної частини провінції. 1563 року, після захоплення Мінови силами кайського воєводи Такеди Шінґена, став васалом його полководця Найто Масатойо й каштеляном Мінови. Близько 1568 року покинув службу, вирушивши у мандри. З 1570 року мешкав у столиці Кіото, був знайомий із представниками імператорського двору й шьоґунату.　Опанував техніку Школи тіні Айсу Іко, на основі якої розробив вчення власної школи. Мав за учнів фехтувальників Яґю Мунейоші та Хікіту Бунґоро, які заснували свої окремі школи. Титулярні імена — Ісе-но-камі, Мусаші-но-камі; власні імена — Хідецуна　(【秀綱】), Нобуцуна. У історіографії раннього нового часу отримав прізвисько «фехтувальник-святий» (【剣聖】, кенсей).